# كورتني فاندرسلوت
كورتني فاندرسلوت (بالإنجليزية: Courtney Vandersloot)‏ مواليد 8 فبراير 1989 في كينت، هي لاعبة كرة سلة أمريكية. بدأت مسيرتها الاحترافية في سنة 2011. تم اختيارها من قبل فريق شيكاغو سكاي خلال الدرافت. تلعب مع شيكاغو سكاي في دوري الاتحاد الوطني لكرة السلة النسائية كلاعب هجوم خلفي. وتحمل الرقم 22. يبلغ طولها 5 قدم 8 بوصة (1.7 م). لعبت مع نادي بشكتاش لكرة السلة للسيدات.

## روابط خارجية
- كورتني فاندرسلوت على موقع الاتحاد الدولي لكرة السلة (الإنجليزية)
- كورتني فاندرسلوت على موقع الاتحاد الوطني لكرة السلة النسائية (الإنجليزية)
- كورتني فاندرسلوت على موقع كرة السلة الأوروبية.كوم (الإنجليزية)
- كورتني فاندرسلوت على موقع كلية كرة السلة في سبورتس رفرنس.كوم (الإنجليزية)
- كورتني فاندرسلوت على موقع بروبوليرز (الإنجليزية)
- كورتني فاندرسلوت على موقع سبورتس رفرنس (الإنجليزية)